# Никоново (деревня, Москва)
Никоново — деревня в Троицком административном округе Москвы (до 1 июля 2012 года в составе Подольского района Московской области). Входит в состав поселения Клёновское.

## Население
| 1859 | 1890 | 1899 | 1926 | 2002 | 2006 | 2010 |
| ---- | ---- | ---- | ---- | ---- | ---- | ---- |
| 245  | ↘223 | ↘173 | ↗288 | ↘2   | ↗4   | ↗6   |

Согласно Всероссийской переписи, в 2002 году в деревне проживало 2 человека (мужчина и женщина). По данным на 2005 год в деревне проживало 4 человека.

## География
Деревня Никоново расположена в юго-восточной части Троицкого административного округа, примерно в 20 км к юго-западу от центра города Подольска.
В 7 км северо-западнее деревни проходит Варшавское шоссе, в 12 км к востоку — Симферопольское шоссе М2, в 9 км к северо-востоку — Московское малое кольцо А107, в 3 км к югу — Большое кольцо Московской железной дороги. В 1,5 км от деревни протекает река Трешня бассейна Пахры.
К деревне приписано два садоводческих товарищества (СНТ). Ближайшие населённые пункты — деревни Зыбино и Жохово.

## История

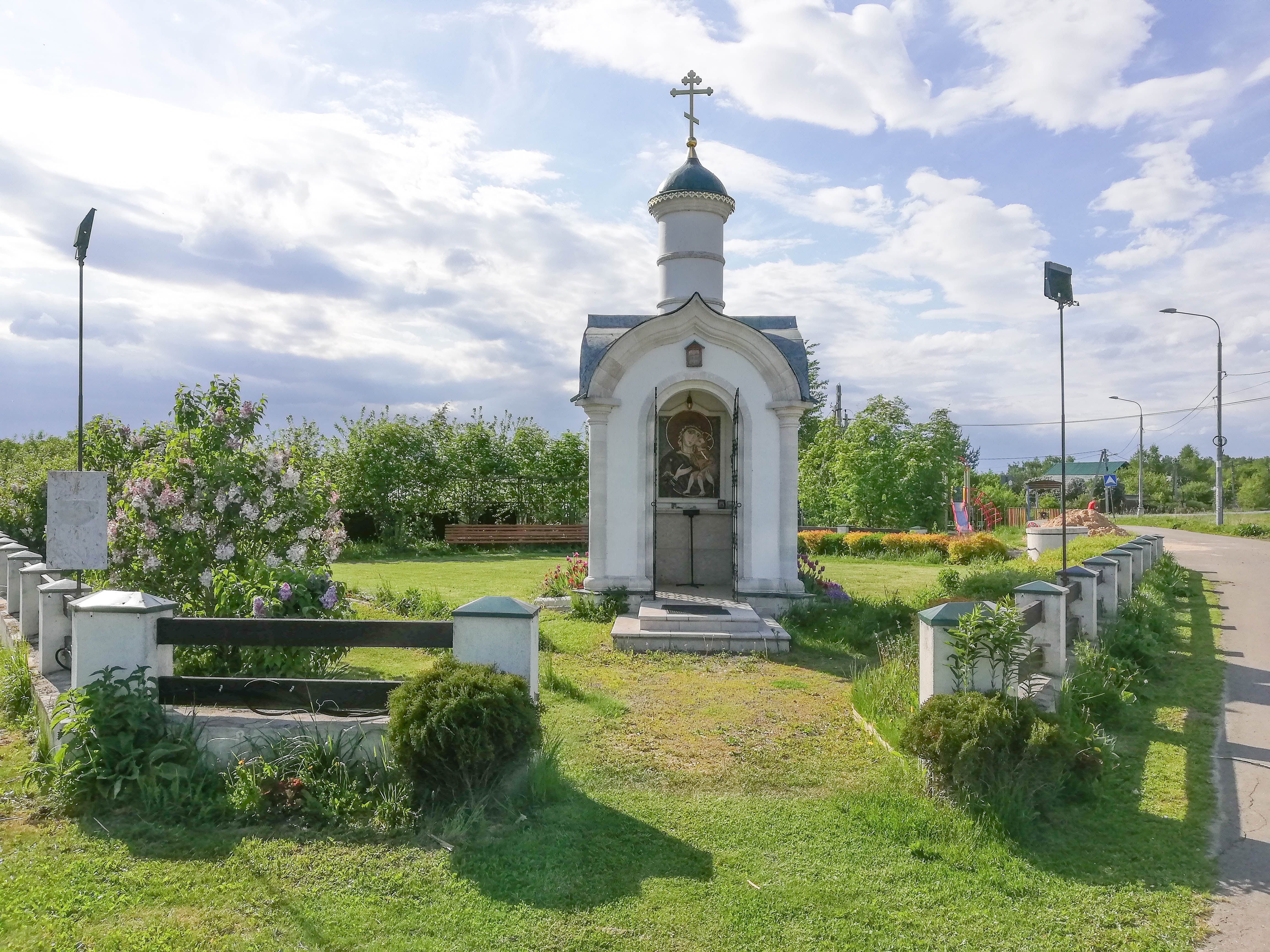
Часовня в Никоново

В «Списке населённых мест» 1862 года — владельческая деревня 1-го стана Подольского уезда Московской губернии по левую сторону Московско-Варшавского шоссе, из Подольска в Малоярославец, в 18 верстах от уездного города и 11 верстах от становой квартиры, при пруде и колодце, с 30 дворами и 245 жителями (104 мужчины, 141 женщина).
По данным на 1890 год — деревня Клёновской волости Подольского уезда с 223 жителями.
В 1913 году — 40 дворов.
По материалам Всесоюзной переписи населения 1926 года — центр Никоновского сельсовета Клёновской волости Подольского уезда в 7,5 км от Варшавского шоссе и 9,6 км от станции Столбовая Курской железной дороги, проживало 288 жителей (130 мужчин, 158 женщин), насчитывалось 52 крестьянских хозяйства.
1929—1963, 1965—2012 гг. — населённый пункт в составе Подольского района Московской области.
1963—1965 гг. — в составе Ленинского укрупнённого сельского района Московской области.
С 2012 г. — в составе города Москвы.

## Достопримечательности
В 2011 году в Никоново была построена часовня Архангела Михаила. Освящение мозаичной иконы Архангела Михаила и Толгской иконы Божьей Матери произошло 21 августа 2011 года. Авторы мозаики — Александр Карнаухов и Мария Карнаухова.